# Крокодил Данди (серия фильмов)

Постер первого фильма

«Крокодил Данди» (англ. Crocodile Dundee) — австралийско-американская комедийная медиафраншиза, первый фильм был от режиссёра Питера Файмана, а режиссёром второй и третьей части серии стал Джон Корнелл.

## Фильмы

### Данди по прозвищу «Крокодил»(1986)
«Данди по прозвищу „Крокодил“» (англ. «Crocodile» Dundee, «Крокодил» Данди) — первый фильм франшизы.

#### Сюжет
Американская журналистка Сью Чарлтон, дочь главы газетной империи Newsday, приезжает в Австралию c целью сделать репортаж о местном охотнике Мике Дж. Данди, известном в местности Уолк-эбаут-Крик (Северная территория, Австралия) под прозвищем «Крокодил». Знаменитым он стал потому, что опасная рептилия едва не откусила ему ногу, но он выжил в схватке с хищником. Сью договаривается о встрече с компаньоном «Крокодила» Уолтером Рейли, который и знакомит молодую журналистку с Данди. Мик был воспитан аборигенами, он замечательный следопыт, знаток природы и живёт большей частью вдали от цивилизации. Журналистка проводит вместе с охотником три дня в австралийской глуши, знакомясь с местными достопримечательностями и с самим «Крокодилом», и неожиданно для себя проявляет к нему симпатию. Сью предлагает Мику посетить Нью-Йорк и лучше познакомиться с Америкой. «Крокодил» раньше никогда не бывал в большом городе, и ему многое кажется непонятным и странным. Он частенько попадает в различные нелепые ситуации и так же нелепо из них выходит. Тем не менее, он остаётся самим собой и проявляет интерес даже к незнакомым людям, что довольно быстро делает его популярным. Навыки выживания в буше оказываются полезны и в мегаполисе — Мику даже удаётся предотвратить преступление. Сью обручена с коллегой-журналистом, и симпатия к немолодому австралийцу приводит женщину в смятение, однако очень скоро она понимает, что любит Мика и не может жить без него.

### Крокодил Данди 2(1988)
«Крокодил Данди 2» (англ. Crocodile Dundee 2) — второй фильм франшизы.

#### Сюжет
Мик Данди и Сью Чарлтон живут вместе в Нью-Йорке. Мик никак не может привыкнуть к городской жизни и время от времени не изменяет своей привычке половить рыбу динамитом возле Статуи Свободы. Однако его популярность, благодаря статье, которую в своё время написала Сью, позволяет улаживать конфликт с властями. «Крокодил» Мик, дабы не умереть от скуки, пытается найти работу, заводит знакомство с негром Лероем, который создаёт себе имидж крутого парня, на самом деле являясь лишь обыкновенным мелкооптовым продавцом канцелярских товаров. Бывший друг Сью, Боб Теннер, сам не желая того, попадает в поле наблюдения колумбийской мафии, сделав несколько фотоснимков, компрометирующих наркобарона Рико. Боб успевает послать снимки Сью, доверяя только ей. Торговцы узнают об этом, прослушав телефон в гостинице, в которой он остановился, и тут же убивают его. Луис Рико и его головорезы едут в Нью-Йорк, чтобы перехватить письмо. Сью берут в заложники и требуют вернуть плёнку, однако по телефону узнают, что письмо с плёнкой взял Мик. Мика пытаются вынудить отдать заветную плёнку в обмен на невесту. Сначала требуют принести письмо на станцию метро Хойт Стрит (Hoyt), однако Мик понимает, что скорее всего его обманывают, и, при помощи двух туристов-японцев, обезвреживает бандита, пришедшего за плёнкой. Через некоторое время к Мику приходит бандит Филиппе, которого Мику удаётся обезвредить в одиночку. Подвесив его за ноги на балконе, Мик получает от бандита информацию о местонахождении Рико в Нью-Йорке. Особняк Рико располагается на Лонг-Айленде. Вместе с Лероем Мик приезжает к особняку, где находится Сью, но оказывается, что особняк оборудован самой современной системой безопасности: телекамеры и инфракрасные лучи. Лерой связывается с нью-йоркскими хулиганами-панками, чтобы те отвлекли охрану особняка. Панки начинают хулиганить вокруг особняка, устроив жуткий вой. В это время Мик проникает в особняк и, вычислив, в какой комнате находится Сью, вышибает дверь статуей, покалечив самого Рико. Сью и Мик выходят невредимыми. Наркоторговцы, снедаемые жаждой мести, не успокаиваются и преследуют парочку повсюду, даже обстреливают их квартиру. Ведомство по борьбе с наркотиками не в состоянии обеспечить надлежащую защиту, и Мик вместе со Сью находят убежище в Австралии. Рико и его свита, однако, находят влюблённых даже в буше Северных территорий — у напарника Рико, Мигеля, в тех же местах проживает друг Фрэнк. Гангстеры похищают друга Мика, Уолтера Райли, и вынуждают Данди сдаться, угрожая убить Уолтера. Но Мик слегка ранит Уолтера выстрелом из винтовки, после чего бандиты берут Уолтера в проводники, поверив, что он хорошо знает места в округе и выведет их на след Данди. Мик, чувствуя себя в буше как рыба в воде, начинает издеваться над бандитами. Сначала при помощи живого буйвола, верёвки и лифчика Сью он похищает Фрэнка, затем — бандита Гарсиа, когда тот идёт на речку за водой для кофе. Ночью Мик устраивает нападение летучих лисиц на бандитов, а затем подбрасывает им мешок с живым питоном. На утро шайка обнаруживает, что пропал их приятель Хосе. Два бандита, Деннинг и Эрскин, решают сбежать от Рико и Мигеля, наплевав на обещанные деньги, но Эрскин попадает в руки аборигенов — друзей Данди, а Деннинг получает по морде от Донка — друга Мика. Уолтер, Рико и Мигель идут по следам Данди, специально оставленным для них. Мик заманивает бандитов в Джаба Пойнт, дорога в который лежит через реку с крокодилами. Рико требует Уолтера переходить первым, Уолтера схватывает и тащит на дно крокодил. Этим крокодилом оказывается Данди, нацепивший на себя шкуру. Таким образом Мик спасает Уолтера. Рико и Мигель переходят реку и направляются по следам Данди, но понимают, что просто так им не удастся расправиться с ним. Рико посещает идея поджечь лес, после чего забраться на скалу и вынудить Данди полезть туда же. Но Мик при помощи друзей-аборигенов ловит Рико и меняется с ним одеждой. Мигель забирается на скалу первым и убивает, как ему кажется, Данди. Но Сью, пришедшая туда же вместе с Уолтером, убивает Мигеля одним выстрелом. Уолтер стреляет, как ему показалось, в Рико. Через некоторое время к ним подходит абориген Чарли и хвалит Уолтера, что тот не умеет стрелять, так как он едва не убил переодетого Данди. В это время Мик забирается на скалу. Сью, осознав, что Мик жив, бежит ему навстречу. Влюблённые понимают, что им уже не расстаться никогда. Сью решает остаться жить в Австралии…

### Крокодил Данди в Лос-Анджелесе(2001)
«Крокодил Данди в Лос-Анджелесе» (англ. Crocodile Dundee in Los Angeles) — третий фильм фрашизы.

#### Сюжет
Мик Данди, его неофициальная жена Сью Чарлтон и их сын Майки живут в малообжитой австралийской глуши. Власти штата объявили охоту на крокодилов незаконной, поэтому старый охотник постепенно превращается в объект туристического паломничества. Сью давно соскучилась по работе журналиста и всё ещё надеется приступить к ней при любом удобном случае, и такой случай предоставляется, когда спецкорреспондент газеты, владельцем которой является отец Сью, погибает в автомобильной катастрофе. Сью становится на место спецкора, но для этого семья «Крокодила» на время перебирается в Лос-Анджелес. Мик становится сыщиком, помогающим расследовать таинственную смерть предшественника его жены в газете, для этого он устраивается работать на киностудию и его принимают дрессировщиком животных, которых снимают в кино. В это время сын Майки посещает местную школу, где он быстро производит на своих одноклассников и учителя впечатление. Киностудия, деятельность которой исследовал мертвый репортёр, снимает нерентабельные картины. На самом деле кинобизнес — лишь прикрытие для незаконного вывоза редких картин из Югославии. Эти картины вывозятся из страны под маркой копий и числятся в сопроводительных документах как декорации. Мику и его помощнику Джеко удаётся раскрыть этот коварный замысел. А Мик в свою очередь понимает, что для полноценной семьи ему нужно просто жениться на очаровательной Сью.

## Награды
- 1987 — Премия Золотой Глобус
  - Лучшая мужская роль (Пол Хоган)
- 1987 — номинация на премию Золотой Глобус
  - Лучшая женская роль второго плана
- 1987 — номинация на премию Оскар
  - Лучший сценарий
- 1987 — номинация на премию BAFTA
  - Лучший актёр, лучший сценарий